# Lovsko letalo
Lòvsko letálo (krajše lovec) je vojaško letalo, namenjeno predvsem napadanju drugih letal. Lovska letala so razmeroma majhna, hitra in zelo okretna. Opremljena so z vse bolj izpopolnjenimi sistemi za sledenje ter orožji, s katerimi lahko sestrelijo druga letala.
Klasičnih lovskih letal (kot so bila v uporabi med obema svetovnima vojnima), ni več; saj jih sedaj vse bolj zamenjujejo druga večnamenska letala, kot so lovci prestrezniki.
Pilot lovskega letala je lovski pilot.